# Calle Nueva de la Sangre
La calle Nueva de la Sangre es una vía pública de la ciudad española de Sagunto.

## Descripción
La vía, que debe el título a la ermita de la Sangre y por oposición a la Vieja, discurre desde la calle del Castillo hasta la de los Dolores. Aparece descrita en el Nomenclator de las calles, plazas y puertas antiguas y modernas de la ciudad de Sagunto (1901) de Antonio Chabret y Fraga con las siguientes palabras:

Nueva de la Sangre (calle). Tiene su entrada por la calle del Castillo y desemboca en la de los Dolores. La denominación hace referencia á la traslación de la ermita de este nombre, que empezó á construirse en esta calle el año 1601, y se consagró en 6 de Abril de 1753.
(Chabret y Fraga, 1901, p. 70)